# Anne-Marie Escoffier
Anne-Marie Escoffier (Dax, 15 augustus 1942) is een Frans politica.
Ze studeerde aan de École nationale d'administration, en is lid van de Parti radical de gauche.
Escoffier zat van 2008 tot 2014 voor het departement Aveyron in de Senaat.
In de Regering-Ayrault II (2012–2014) was zij Minister-gedelegeerde belast met Decentralisatie.